# School of Biblical Studies
Die School of Biblical Studies (kurz SBS) ist eine neunmonatige Bibelschule, die Studenten im induktiven Bibelstudium ausbildet. Sie wird weltweit an 40 verschiedenen Orten angeboten.

## Lerninhalte
Die SBS beschäftigt sich mit allen 66 Büchern der Bibel.
- „Die Bibel selbst studieren.“ Hier ist nicht die Lehre über die Bibel das Thema, sondern die Bibel selbst. Man bekommt nicht vermittelt, was Dritte über die Bibel aussagen, sondern man beschäftigt sich damit, was unmittelbar in der Bibel steht.

- „Selbst die Bibel studieren.“ In diesem Teil wird das Selbststudium betont. Der Teilnehmer soll für sich alleine die Aussagen der Bibel analysieren

- „Die ganze Bibel studieren.“ Insgesamt soll die Bibel in Gänze erfasst werden.

Die School of Biblical Studies ist Teil des Ausbildungsprogrammes von Jugend mit einer Mission (JMEM) und der Universität der Nationen (UofN).